# Pachybracon declaratus
Pachybracon declaratus är en stekelart som först beskrevs av Cameron 1899.  Pachybracon declaratus ingår i släktet Pachybracon och familjen bracksteklar. Inga underarter finns listade i Catalogue of Life.